# Rosefelo Siosi
Rosefelo Siosi (Auki, 23 agosto 1996) è un mezzofondista salomonese.
Ha rappresentato le Isole Salomone ai Giochi olimpici di Rio de Janeiro 2016 nei 5000 metri piani.

## Palmarès
| Anno | Manifestazione                | Sede           | Evento         | Risultato | Prestazione | Note |
| ---- | ----------------------------- | -------------- | -------------- | --------- | ----------- | ---- |
| 2012 | Campionati oceaniani juniores | Cairns         | 5000 m piani   | Oro       | 16'37"27    |      |
| 2012 | Campionati oceaniani juniores | Cairns         | 10000 m piani  | Oro       | 35'16"39    |      |
| 2014 | Giochi del Commonwealth       | Glasgow        | 5000 m piani   | 24º       | 16'55"33    |      |
| 2015 | Campionati oceaniani          | Cairns         | 10000 m piani  | Bronzo    | 37'00"71    |      |
| 2015 | Giochi del Pacifico           | Port Moresby   | 5000 m piani   | Argento   | 15'58"04    |      |
| 2015 | Giochi del Pacifico           | Port Moresby   | 10000 m piani  | Oro       | 33'06"03    |      |
| 2016 | Giochi olimpici               | Rio de Janeiro | 5000 m piani   | Batteria  | 15'47"76    |      |
| 2017 | Campionati oceaniani          | Suva           | 5000 m piani   | 6º        | 16'50"77    |      |
| 2017 | Campionati oceaniani          | Suva           | 10000 m piani  | 4º        | 35'27"31    |      |
| 2022 | Giochi del Commonwealth       | Birmingham     | 5000 m piani   | 18º       | 17'26"93    |      |
| 2023 | Mondiali di cross             | Bathurst       | Corsa seniores | dnf       | dnf         |      |